# Ротвельш

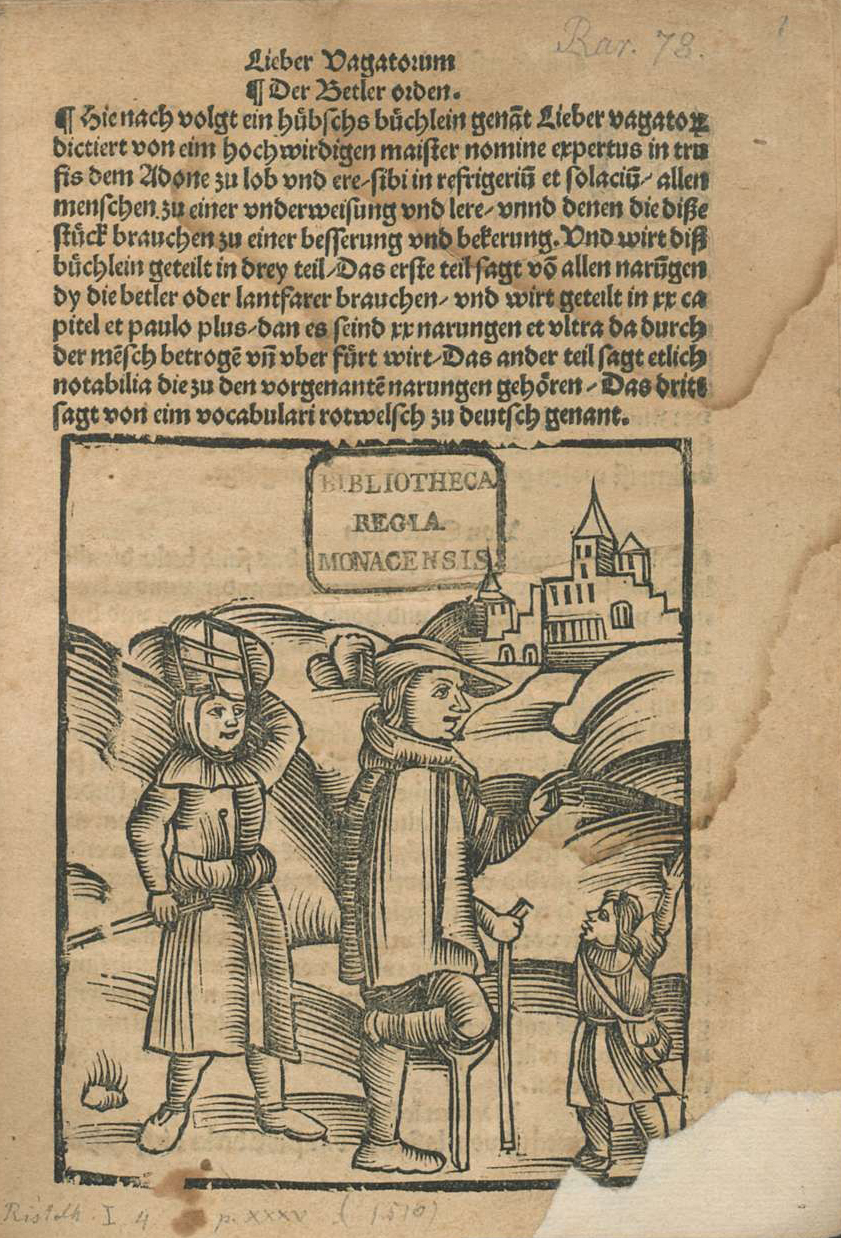
Семья нищих на пути в город. Титульный лист книги нищих «Liber vagatorum». 1510

Ро́твельш (нем. Rotwelsch) — собирательное название жаргонных социолектов маргинальных групп на основе немецкого языка, возникших в эпоху позднего Средневековья среди попрошаек, бродяг, представителей так называемых «презираемых ремёсел» и преступников. Также известен как немецкий воровской жаргон.
Слово «ротвельш» известно в немецком языке как минимум с середины XIII века в форме rotwalsch («плутовской язык»). Первое известное упоминание данного термина относится к 1250 году. Слово «вельш» в средненемецком языке имело прямое значение «галльский», «кельтский» (ср. Уэльс) и переносное — «инородный, чужой» и «непонятный язык». Считается, что прежде всего имелись в виду говорившие на романских языках, в частности, население Франции («Галлии») и французские («галльские») диалекты, которые не были понятны народам, населявшим немецкоговорящие земли. «Рот» происходит от «rotte» («банда» на ротвельше) или «rot» («ленивый», «грязный» на средненидерландском). По другой версии, корень «rot» ведёт своё происхождение от слова «красный», одно из значений которого в позднем Средневековье характеризовало бродяг, нищих и попрошаек, использовавших красную краску и вымазанные ею бинты для имитации сыпи, ран и кровавых нарывов. В книге бродяг, нищих «Либер вагаторум» (нем. Liber vagatorum), изданной в 1510 году, ротвельш применяется в значении «язык нищих». По своему происхождению слово «ротвельш» имело презрительную коннотацию, тем не менее начиная с XV века оно было адаптировано самими носителями ротвельша. Первый подробный словарь ротвельша появился ещё в XVI веке. Предисловие к изданию 1528 года написал богослов, инициатор Реформации, лингвист и создатель общелитературного немецкого языка Мартин Лютер. Подобные «языки» деклассированных элементов общества формировались, существовали и используются в той или иной форме в различных эпохах, культурах и традициях. Так, к ним можно отнести: английский «кант» (cant); испанский тайный язык грабителей — «хермания» (Germania); итальянский «фурбеск» (Fourbesque); португальский «калао» (Calao) и другие подобные «языки».
Ротвельш отличается от разговорного и диалектальных вариантов немецкого языка преимущественно в лексике, тем самым он является не самостоятельным языком, а жаргоном, имеющим несколько социальных, региональных и исторических вариантов. Он сформирован на основе заимствований из западного идиша, цыганского языка (преимущественно синти), а также из соседних нидерландского и французского языков. Кроме того, в ротвельше употребляются общеизвестные немецкие слова с изменением или переносом значений, неологизмы, образованные словосложением, аффиксацией и анаграммированием. По мнению некоторых исследователей арго, в результате генезиса и обновления лексики различных социальных групп «чистый» ротвельш практически исчез. Однако продолжает существовать его наиболее устойчивая часть, что лингвист И. И. Ревзин при семиотическом анализе «тайных» языков объясняет основной функцией воровского жаргона — «служить паролем, выявлять принадлежность к данной социальной группе», таким образом функционируя для различения «своих». Кроме того, ротвельш послужил основой для формирования лексики современного немецкого тюремного жаргона.
Ротвельш применяется и упоминается в художественной литературе как прошлых эпох, так и в современной, чаще всего в детективно-криминальном и реалистическом жанрах, характеризуя определённую среду, для которой подобная лексика является обычной, отражая специфику социальной среды, колорит, характеризуя особенности персонажей произведения и т. д. Так, по наблюдению лингвиста Куслика А. М., исследовавшего использование арго в немецкой литературе: «Арготическая лексика становится приметой определённой группы людей. В общем потоке литературной лексики арго не „растворяется“, ибо оно не утратило своей социальной обособленности. На фоне нормативной лексики арготическая лексика выполняет особую стилистическую функцию как компонент характеристики героя». За пределами немецкой литературы ротвельш упоминается, например, в романе В. Я. Брюсова «Огненный ангел»: «Слышался говор на всех прирейнских наречиях, и голландский язык, и, порой, ротвельш».